# 용의자X적 헌신
《용의자X적 헌신》(중국어: 嫌疑人X的献身)은 2017년 개봉한 중화인민공화국의 추리 스릴러 영화다. 히가시노 게이고의 추리 소설 《용의자 X의 헌신》을 원작으로 하였으며, 동 원작의 세 번째 영화화 작품이다. 쑤유펑이 연출했고 왕카이, 장루이, 린신루가 출연했다.

## 줄거리
어느 날 강가 둔치에 불에 탄 시체가 발견된다. 주변에서 발견된 증거를 토대로 경찰은 용의자로 3명으로 간추렸다. 그 중 유력한 용의자는 피해자의 전 부인인 '천징'. 하지만 '천징'의 확실한 알리바이로 미궁으로 빠진 수사. 결국, 경찰학교의 부교수인 '탕촨'한테 사건 해결에 대한 도움을 요청하고, 둔치 살인사건 뒤에는 자신의 친구 '스홍'이 얽혀진 것을 알게된다. 그리고 밝혀지는 진실은?

## 출연진
- 왕카이/허우밍하오(아역) - 탕촨(唐川) 역
- 장루이/옌쉬자(아역) - 스훙(石泓) 역
- 린신루 - 천징(陈婧) 역
- 예쭈신 - 뤄먀오(罗淼) 역
- 덩언시 - 천샤오신(陈晓欣) 역
- 청타이선 - 텅쿤(腾坤) 역
- 자오양 - 푸젠(傅坚) 역
- 딩관썬 - 차오웨이(曹伟) 역
- 런시칭 - 우다칭(吴大庆) 역

## 사운드트랙
| 제목       | 가수   | 작사 | 작곡     |
| 청백(清白) | 천제이 | 린시 | 창스레이 |

## 수상
| 연도 | 시상식                           | 부문           | 후보자         | 결과 | 각주  |
| ---- | -------------------------------- | -------------- | -------------- | ---- | ----- |
| 2018 | 제9회 중국영화도연협회연도표창평 | 최우수영화상   | 용의자X적 헌신 | 후보 | [ 1 ] |
| 2018 | 제9회 중국영화도연협회연도표창평 | 최우수배우상   | 장루이         | 후보 | [ 1 ] |
| 2018 | 제23회 훠딩 어워즈               | 최우수여배우상 | 린신루         | 수상 | [ 2 ] |